# David Arner
David Arner (* 4. November 1951) ist ein US-amerikanischer Jazzpianist (auch Perkussion, Cembalo), Komponist und Hochschullehrer.

## Leben
Arner studierte am Oberlin College; am Klavier unterrichteten ihn Edna Golandsky, Dave Burrell, Dwike Mitchell am Balaphon Yaya Diallo. Er arbeitete in den 1970er Jahren in New York mit Meredith Monk; außerdem trat er als Flötist und Perkussionist im Duo mit dem Lyriker Jackson Mac Low auf. In dieser Zeit begann auch seine Zusammenarbeit  mit dem Lyriker Charles Stein, die in das Prometheus Project (1991–2004) mündete, das u. a. in der Knitting Factory 1996 aufgeführt wurde. Inspiriert von seinen ornithologischen Beobachtungen und der Musik von Olivier Messiaen komponierte er Abstract Songs for Birds, die er ab 2001 aufführte. 2007 schrieb er die Komposition American Goldfinch, die er mit Pauline Oliveros und Susie Ibarra aufführte. 2009 präsentierte er im Club The Stone das solistische Werk Birds of Central Park.
Arner arbeitete mit einer Reihe von Choreographen zusammen, wie Aileen Passloff, Albert Reid, Jeanette Leentvaar, Susan Osberg, Elaine Colandrea und Noemie LaFrance. Außerdem schrieb und spielte er neue Musik zu Stummfilmen wie Der letzte Mann, The Wind, Peter Pan und The General. Von 2003 bis 2007 veranstaltete er in Kingston (New York) die Konzertreihen New Directions in Jazz und New Vanguard Series. 1980 erhielt er den NEA Jazz Fellowship Award, außerdem Stipendien der NYFA und des Meet the Composer Performance Fund. Arner war Assistant Professor am Bard College und lehrt gegenwärtig  als Adjunct Professor am Rensselaer Polytechnic Institute und am Bard College. Im Bereich des Jazz wirkte Arner zwischen 1997 und 2007 bei sieben Aufnahmesessions mit; Aufnahmen entstanden u. a. im Trio mit Michael Bisio und Jay Rosen sowie mit dem Joe Giardullo Open Ensemble.
2009 nahm er im Duo mit Connie Crothers die Spontaneous Suite for Two Pianos (RogueArt) auf.

## Diskographische Hinweise
- Solo Piano (Dogstar, 2002)
- Live from the Center (Dogstar, 2005)
- David Arner Trio: Out/In the Open (Not Two Records, 2009), mit Michael Bisio, Jay Rosen
- David Haneys Primitive Arkestra: Dolphy’s Hat (2014)